# Mrotsek
Graf Mrotsek (auch Mroczko; † nach 1263) war ein schlesischer Adliger, der Kastellan von Crossen und Palatin in Oppeln war.

## Leben
Mrotsek wurde in mehreren Urkunden als Graf (comes) bezeichnet. Er war Besitzer der Herrschaft Grottkau in Schlesien. Mrotsek wurde mehrmals in Urkunden im Gefolge der schlesischen Herzöge Heinrich I. und II. genannt. 1241 wurde ihm von Bischof Heinrich von Lebus gestattet, in Zielenzig deutsche Siedler anzusetzen. 1244 verkaufte Graf Mrotsek sein Erbgut Zielenzig an den Templerorden. In diesem Jahr wurde er auch als Kastellan in Crossen erwähnt.
1252 war er in Rützen bei Wohlau und 1263 Woiwode in Oppeln.

## Familie
Der Dompropst Gerlach von Lebus war sein Bruder.